# 9393 Апта
9393 Апта (1994 PT14, 1972 HH, 1991 XX5, 9393 Apta) — астероїд головного поясу, відкритий 10 серпня 1994 року.
Тіссеранів параметр щодо Юпітера — 3,401.